# Brian Laudrup
Brian Laudrup, född 22 februari 1969 i Wien i Österrike, är en dansk före detta fotbollsspelare, nuvarande fotbollskommentator för TV3+ och fram till 2016 ledare för ett ungdomsläger. Han ses, tillsammans med sin bror Michael, som en av de bästa danska fotbollsspelarna genom tiderna.
Brian Laudrup var en av de stora profilerna i det danska landslaget under 90-talet och bidrog mycket till att Danmark vann EM 1992, FIFA Confederations Cup 1995 och kom till kvartsfinal i VM 1998, där man åkte ut mot Brasilien. Laudrup blev 2004 vald av Pelé till FIFA 100-listan där de 125 bästa fotbollsspelarna genom tiderna tar plats. Brodern Michael blev också vald.

## Uppväxt
Brian Laudrup växte upp i en fotbollsfamilj. Hans far Finn Laudrup gjorde 19 matcher i det danska landslaget och brodern Michael skulle komma att bli en av de bästa danska spelarna genom tiderna. Brian föddes i Wien eftersom hans far spelade i klubben Wiener SC.

## Klubbkarriär

### Danmark
Brian Laudrup började sin proffskarriär i den danska klubben Brøndby IF, där hans morbror Ebbe Skovdahl skulle komma att bli tränare. Hans tid där var fylld av succéer där han bidrog till att Brøndby vann den danska SAS Ligaen 1987 och 1988 och även den danska cupen 1989. När halva säsongen 1989/1990 hade gått gick hans kontrakt med klubben ut och han gick till den tyska klubben Bayer Uerdingen. Det var tänkt att övergångskostnaden skulle bli 8 miljoner danska kronor men detta blev ett bråk mellan Brøndby och Brians agent och far Finn Laudrup. Det danska fotbollsförbundet gav Brøndby rätt till deras förslag om 3,9 miljoner danska kronor, men Laudrup betalade endast 3,3 miljoner av dessa. Målet lades eventuellt ned i mars 1990.

### Tyskland
Brian Laudrup imponerade starkt under sin tid i Bayer Uerdingen och blev utnämnd till Årets fotbollsspelare i Danmark 1989. Han lämnade klubben 1990 och skrev istället på för storklubben Bayern München. Kostnaden var 6 miljoner D-mark, vilket gjorde Brian till den dittills dyraste spelaren i Bundesliga. Han gjorde 9 mål på 33 matcher under sin första säsong och hade en succéartad säsong där Bayern München slutade tvåa i Bundesliga. Men efter att ha spelat ett fåtal matcher i säsongen därpå drabbades Brian av en knäskada i augusti 1991. Under tiden han var skadad kritiserade han Bayerns nya chefsstab Franz Beckenbauer och Karl-Heinz Rummenigge för att ha skapat kaos i klubben genom att kritisera de yngre spelarna. Efter Brians återkomst i februari 1992 spelade han de 15 sista matcherna för säsongen och lämnade senare klubben när hans kontrakt gick ut sommaren 1992.

### Italien
Brian Laudrup gick efter det till den italienska klubben Fiorentina, men hans tid där var både olycklig och misslyckad. Fiorentina åkte ner till Serie B och Brian lånades ut till AC Milan. Där spelade han dock bara ett fåtal matcher. Trots att Brians kontrakt med Fiorentina gick ut 1996 sade han i december 1993 att han inte ville återvända.

### Skottland
I juli 1994 skrev Brian på för den skotska klubben Rangers för 2,3 miljoner pund. Hans tid i Skottland var storartad och han ses än idag som en av de bästa utländska spelarna som någonsin spelat i landet. Brian blev utnämnd till Årets fotbollsspelare i Danmark två gånger vilket gav honom ett rekord på fyra utmärkelser.

### Slutet på karriären
Brian skrev på för Chelsea 1998 och gjorde debut i samma match som Chelsea vann Uefa Super Cup, men hans tid där var kantad av skador och han spelade endast 11 matcher. Han gjorde mål i sin sista match för Chelsea mot FC Köpenhamn i Cupvinnarcupen.
1999 gick Brian till sin gamla klubb Brøndbys rivaler FC Köpenhamn. Detta var inte alls omtyckt av Brøndbys fans och Brian buades ut i matchen mellan de två lagen. Han spelade för den holländska klubben Ajax säsongen 1999/2000 men en skada tvingade Brian Laudrup att avsluta sin storartade karriär inom toppfotbollen, 31 år gammal.

### Landslagskarriär
Den 18 november 1987 debuterade Brian i det danska landslaget. Förbundskaptenen då var Richard Møller Nielsen, som senare skulle komma att ha duster med Brians bror Michael Laudrup. Brian skulle ha spelat i EM 1988, men bröt nyckelbenet alldeles innan laget togs ut. Han återvände till landslaget i februari 1989 och gjorde 3 mål på 4 matcher i kvalet till VM 1990 där Danmark nätt och jämnt missade turneringen. Efter ett fåtal matcher i kvalet till EM 1992 lämnade Brian landslaget tillsammans med sin bror Michael Laudrup och mittfältaren Jan Bartram på grund av respektlöshet gentemot Richard Møller Nielsen.

### Europamästare 1992
Brian återvände dock till landslaget i april 1992 och följde med Danmark till EM i Sverige. Han var en av de få attackerande spelarna i ett defensivt spelande lag och gjorde inget mål, men visade sin otroliga snabbhet och teknik som var en viktig del i att Danmark vann turneringen. Brian blev tillsammans med den danska målvakten Peter Schmeichel femma i Fifa:s omröstning av världens bästa spelare.
Danmark missade kvalificering till VM 1994. Under kvalet hade dock Michael Laudrup återvänt till landslaget. Danmark vann FIFA Confederations Cup 1995 och kvalade även in till EM 1996. Men turneringen var en besvikelse för de regerande mästarna.

### VM 1998
Danmark kvalade in till VM 1998 under ledning av den svenska förbundskaptenen Bo Johansson, men förhoppningarna var inte stora efter bland annat en förlust med 0-3 mot Sverige. Detta var Brians första och enda VM-slutspel men förhoppningarna var inte större efter gruppspelet. Danmark spelade 1-0 mot Saudiarabien, 1-1 mot Sydafrika och 1-2 mot Frankrike. Motståndarna i åttondelsfinalen var Nigeria som hade många skickliga spelare och hade besegrat Spanien i gruppspelet. Men Danmark spelade ut Nigeria totalt och vann med 4-1, där Brian gjorde målet som betydde 2-0. Han var delaktig i ytterligare två. Danmark mötte Brasilien i kvartsfinalen och spelade bra även där. Danmark tog ledningen efter en och en halv minut, genom en genial passning av Brian till Martin Jørgensen efter en snabb frispark av Michael Laudrup. Tio minuter senare kvitterade Bebeto och en kvart senare lyfte Rivaldo in 2-1 efter en dansk försvarsmiss. Men Danmark gav inte upp, och i den 50:e minuten kom en höjdboll mot Brian. Han tog ner den på bröstet och drämde in bollen bakom en chanslös Claudio Taffarel. Men tio minuter efter Brians mål avgjorde Rivaldo matchen med ett välplacerat långskott som betydde 3-2. Danmark var utslagna, men intrycket var ändå starkt. Brian och Michael valdes in i VM:s världslag. Efter VM slutade bröderna sina landslagskarriärer på topp och lämnade efter sig två av de bästa danska spelarkarriärerna genom tiderna.

## Meriter
- A-landskamper: 82 (21 mål)[1]
- VM-slutspel: 1998[1]
- EM-slutspel: 1992, 1996[1]
- Årets fotbollsspelare i Danmark 1989, 1992, 1995 och 1997
- Invald i det danska fotbollsförbundets "Fodboldens Hall of Fame" 2012[7]